# Sonet
Termenul sonet este derivat din cuvântul provensal sonet și din cuvântul italian sonetto, amândouă însemnând „cântecel”. Începând cu secolul al XIII-lea a ajuns să semnifice un poem cu formă fixă de paisprezece versuri care respectă o schemă de rimă foarte precisă și o structură logică. Acestea s-au schimbat de-a lungul timpului. Acest articol se concentrează asupra sonetului italian sau petrarchist și asupra celui englezesc sau shakespearian.

## Sonetul italian
Regulile sonetului italian au fost stabilite de Guittone d'Arezzo (1235-1294), care a scris aproape 300 de sonete. Alți poeți italieni din epoca sa, incluzându-i pe Dante Alighieri (1265-1321) și Guido Cavalcanti (c. 1250-1300) au scris sonete, dar cel mai faimos sonetist a fost Francesco Petrarca (1304-1374).
În forma sa originală, sonetul italian se împărțea într-o octavă de opt versuri (formate din două catrene) urmate de un sextet de șase versuri (alcătuit din două terține). Catrenele afirmau o propunere sau o interogație iar terținele ofereau soluția cu o ruptură clară între cele două. Cele opt versuri rimau după structura a-b-b-a, b-a-a-b. Pentru terține existau două posibilități c-d-e-c-d-e, sau c-d-c-c-d-c. Cu timpul și alte variante de rimă au început să fie folosite. De obicei al nouălea vers crea o întoarcere (una volta), care semnala o schimbare de subiect sau ton.
Primele sonete scrise în limba engleză de Sir Thomas Wyatt și Henry Howard, Earl of Surrey, foloseau schema sonetului italian, ca și sonetele scrise de autori mai târzii ca John Milton, Thomas Gray, William Wordsworth și Elizabeth Barrett Browning. Cu toate acestea, acești poeți ignoră de obicei structura logică a sonetului.
Poeții englezi folosesc și un alt picior metric, un pentametru iambic⁠(d) care e un echivalent aproximativ al hendecasilabului folosit de obicei pentru sonetele petrarchiene în limbile romanice cum ar fi italiana, franceza, spaniola sau româna.
Un alt important reprezentant al sonetului italian este Michelangelo Buonarotti: cu o formă uneori mai puțin reușită, sonetele sale impresionează prin forța trăirilor interioare exprimate.

## Sonetul englezesc
Curând după introducerea sonetului italian poeții englezi au început să dezvolte o formulă proprie. Printre ei se numarau Sir Philip Sidney, Michael Drayton, Samuel Daniel si William Shakespeare. Aceasta formulă poartă adesea numele lui Shakespeare. Structura consistă în trei strofe de patru versuri( catrene) și un cuplet de două versuri. Cupletul introduce de obicei o schimbare tematică sau imagistică bruscă. Schema de rimare era de obicei a-b-a-b, c-d-c-d, e-f-e-f, g-g.
Exemplul sonetului 116 ilustrează această formă:
Let me not to the marriage of true minds
Admit impediments. Love is not love
Which alters when it alteration finds,
Or bends with the remover to remove.
O no, it is an ever fixed mark
That looks on tempests and is never shaken;
It is the star to every wand'ring barque,
Whose worth's unknown although his height be taken.
Love's not time's fool, though rosy lips and cheeks
Within his bending sickle's compass come;
Love alters not with his brief hours and weeks,
But bears it out even to the edge of doom.
If this be error and upon me proved,
I never writ, nor no man ever loved.
O variantă a acestei forme este sonetul spenserian, numit astfel după Edmund Spenser (c.1552-1599) în care schema de rimare era de tip a-b-a-b, b-c-b-c, c-d-c-d, e-e. Exemplul este luat din Amoretti:
Happy ye leaves! whenas those lily hand
Happy ye leaves! whenas those lily hands,
Which hold my life in their dead doing might,
Shall handle you, and hold in love's soft bands,
Like captives trembling at the victor's sight.
And happy lines! on which, with starry light,
Those lamping eyes will deign sometimes to look,
And read the sorrows of my dying sprite,
Written with tears in heart's close bleeding book.
And happy rhymes! bathed in the sacred brook
Of Helicon, whence she derived is,
When ye behold that angel's blessed look,
My soul's long lacked food, my heaven's bliss.
Leaves, lines, and rhymes seek her to please alone,
Whom if ye please, I care for other none.

Într-un sonet celebru (numărul 66), Shakespeare se declară sătul de mizeria unei orînduirii pocite, potrivit căreia societatea pare să umble cu susul în jos (ori, ceea ce relativistic vorbind înseamnă acelasi lucru, dar scîrbosenia răsturnării e mai mare: cu fundul în sus). Constatarea amărîtă a unei atari pervertiri (amuzantă doar în decursul exceptiilor calendaristice carnavalesti), urmată de sila aferentă, îl împinge pe gînditor spre ideea mortii ca unică solutie. În tălmăcirea lui Nicolae Pintilie (care, cu iscusintă, respectă, pe cît posibil, exasperanta dispunere anaforică a „si”-urilor), primele douăsprezece versuri ale pomenitului sonet sună astfel: „Sătul de tot spre-a mortii tihnă tip – / Să nu-l mai văd pe vrednic cersetor,/ Pe mărginit gătit în falnic chip,/ Credinta dată relei sorti de zor/ Si cinstea-mpodobită rusinos/ Si fecioria pîngărită-oricînd/ Si chiar desăvîrsirea dată jos/ Si dreptul sub puterea schioapă stînd/ Si graiul artei sub călus închis/ Si nebunia doctor pe dibaci/ Si adevărul nerozie zis/ Si bunul pe cel rău avînd cîrmaci.” E grea viata. Fireste, pe sub nefericitele constelări celeste ale humanei rătăciri pămîntesti, orice amărît, fie si tîmp, fie si-n pantaloni scurti, fie si cu păru-n ochi, îsi poate găsi, gazetăreste, locsorul de sfruntată exhibare a propriilor golănesti, fripturiste, înduiosătoare totusi, frustrări. Însă, cum lesne vedem – spre deosebire de lamentabilele dejectii de limbricoasă, gîngăvită maimutărire a unor ilustre modele pamfletare, cu generozitate si repeziciune absorbite de încăpătoarea hazna a cotidianului si a cotidianelor – valoarea shakespearienelor versuri decurge din remarcabila lor putere de generalizare: în oribilele coordonate trasate de pana măiastră a poetului se poate înscrie, pe o extensie descrescătoare, orice regim despotic, orice dictatură pasageră, orice implementare administrativă comunistă, orice ierarhie institutională nepotistă (calculatorul îmi subliniază acest adjectiv, ca si cînd nici n-ar exista!) ori clientelară (pe acesta nu-l mai subliniază), orice sistem (nu neapărat universitar) de parvenire prin recompensarea ticălosiei delatoare. Acelasi sonet, în traducerea lui Gheorghe Tomozei, introduce tonuri mai apăsate si nuante hiperbolice: „Scîrbit de tot, izbava mortii chem,/ cel drept cerseste, lasul îsi arogă,/ nevolnic, a magnificentei togă/ si gîndul pur se stinge sub blestem./ Cinstirea-i împărtită grosolan, e pîngărită casta feciorie,/ perfectiunea-i frîntă de urgie/ si-ngenuncheat, orice sublim elan./ A artei gură trîndavu-o astupă,/ nerodul, iscusintei-i porunceste/ si adevărul singur se smereste/ robit miselului ce stă să-l rupă.” Să fie oare lumea descrisă în sonetul 66, cu adevărat, o lume pe dos? Nu cumva îti pare, mai curînd, iubite cetitor, o lume cunoscută? Lumea, pur si simplu, asa cum e? În aceste conditii, să fie oare moartea omului reflexiv singura solutie la repugnanta împrejmuire? Skakespeare îsi închide sonetul printr-un distih ce lasă a se întelege că iubirea ar fi capabilă să alunge dorinta autodizolvantă. Traduce, retoric si interogativ, Tomozei: „Scîrbit de tot, m-as stinge fără glas,/ dar dragostea, murind, cui să o las?” Mai fidel originalului, Pintilie sugerează: „Sătul de tot, să scap de tot as vrea,/ Ci, mort, stingheră-mi las iubirea mea.” Faptul că nemernicia subminează din răsputeri bunul simt tine de esenta însăsi a domniei cantitătii. Încununarea excelentei e o izbîndă simbolică, după numeroase evitate capcane, a binelui în înclestarea inegală cu răul: nu seamănă, bunăoară, cu celebrul salariu de merit, cu care netrebnicia, în feluritele-i personificări, se împopotonează neobrăzat. Iar dragostea care îl cheamă să supra-(cum altfel?)-vietuiască pe cugetător nu e necesar să aibă ca obiect întunecate ori luminoase doamne, nici tineri mlădiosi la minte si la trup, ci chiar cultura, ca spatiu de manifestare triumfătoare a inteligentei cultivate. Să trăim si să iubim.

## Sonetul modern
Sonetul a devenit popular în literatura franceză și figuri marcante ale avangardismului francez Arthur Rimbaud sau Stéphane Mallarmé au scris sonete.
Odată cu apariția versului liber (verse libre), sonetul a început să fie privit ca o formă învechită de poezie și nu a mai fost folosit pentru o vreme de poeți. Cu toate acestea un număr de poeți din secolul al douăzecilea, incluzându-i pe John Berryman sau Seamus Heaney, au privit aceasta drept o provocare de a reda sonetului prestigiul pierdut. Printre poeții care au mai scris sonete în secolul douăzeci figurează și Edna St. Vincent Millay sau Pablo Neruda.

## Sonetul și literatura română
Sonetul a fost introdus în literatura română de Gheorghe Asachi, renumit pentru interesul său arătat culturii și literaturii italiene. Cele mai frumoase sonete au fost scrise însă de Mihai Eminescu, care a trecut printr-o perioadă de creație în care s-a oprit asupra poeziei cu formă fixă( sonet, glosă). Tudor Vianu numea aceasta “scuturarea ramurilor”. Eminescu folosea forma sonetului italian, petrarchist. Iată câteva exemple,din grupul celor trei sonete publicate de Titu Maiorescu:
I
Afară- toamnă, frunză-mprăștiată,
 
Iar vîntul zvîrle-n geamuri grele picuri;
 
Și tu citești scrisori din roase plicuri
 
Și într-un ceas gîndești la viața toată

Pierzîndu-ți timpul tău cu dulci nimicuri,
 
N-ai vrea ca nime-n ușa ta să bată;
 
Dar și mai bine-i, cînd afară-i zloată,
 
Să stai visînd la foc, de somn să picuri.
 
Și eu astfel mă uit din jeț pe gînduri,
 
Visez la basmul vechi al zînei Dochii;
 
În juru-mi ceața crește rînduri-rînduri;
 
Deodat-aut foșnirea unei rochii,
 
Un moale pas abia atins de scînduri…
 
Iar mîni subțiri și reci mi-acopăr ochii. 
II
Sunt ani la mijloc și-ncă mulți vor trece
 
Din ceasul sfînt în care ne-ntîlnirăm,
 
Dar tot mereu gîndesc cum ne iubirăm,
 
Minune cu ochi mari și mînă rece.
 
O, vino iar! Cuvinte dulci inspiră-mi,
 
Privirea ta asupra mea să plece,
 
Sub raza ei mă lasă a petrece
 
Și cînturi nouă smulge tu din liră-mi.
 
Tu nici nu știi a ta apropiere
 
Cum inima-mi de-adînc o liniștește,
 
Ca răsărirea stelei în tăcere;
 
Iar cînd te văd zîmbind copilărește,
 
Se stinge-atunci o viață de durere,
 
Privirea-mi arde, sufletul îmi crește. 
III
Cînd însuși glasul gîndurilor tace,
 
Mă-ngînă cîntul unei dulci evlavii —
 
Atunci te chem: chemarea-mi asculta-vei?
 
Din neguri reci plutind te vei desface?
 
Puterea nopții blînd însenina-vei
 
Cu ochii mari și purtători de pace?
 
Răsai din umbra vremilor încoace,
 
Ca să te văd venind — ca-n vis, așa vii!
 
Cobori încet… aproape, mai aproape,
 
Te pleacă iar zîmbind peste-a mea față,
 
A ta iubire c-un suspin arat-o,
 
Cu geana ta m-atinge pe pleoape,
 
Să simt fiorii strîngerii în brațe —
 
Pe veci pierduto, vecinic adorato! 
Printre sonetiștii romani ai secolului XX sau XXI, Vasile Voiculescu cel care a folosit schema sonetului shakespearian în volumul Ultimele sonete închipuite ale lui William Shakespeare sau recent Mircea Cărtărescu, Paul Miclău.